# AIM-9 Sidewinder
AIM-9 Sidewinder – amerykański kierowany pocisk rakietowy powietrze–powietrze przenoszony przez samoloty myśliwskie i śmigłowce. AIM-9 Sidewinder jest pociskiem naprowadzanym termicznie i do tego również nawiązuje jego nazwa, oznaczająca grzechotnika, który lokalizuje swoją ofiarę na podstawie wydzielanego przez nią ciepła. Sidewinder był pierwszym efektywnym rozwiązaniem pocisku klasy powietrze-powietrze, wielokrotnie kopiowanym i modyfikowanym, który wciąż pozostaje w użyciu.

## Historia
Pocisk Sidewinder został opracowany w 1950 roku, a pierwszy pocisk testowy wystrzelono w 1951. Pierwsze trafienie w cel powietrzny odnotowano 11 września 1953 roku i w tym samym czasie nadano jej oficjalną nazwę XAAM-N-7. Produkcję pierwszej serii pocisków oznaczonych jako AAM-N-7 Sidewinder I rozpoczęto w 1955 roku, wprowadzając partię 240 pocisków na uzbrojenie samolotów amerykańskiej marynarki wojennej w roku następnym. Produkcję seryjną pocisków oznaczonych jako AAM-N-7 Sidewinder IA podjęły firmy General Electric i Philco.
Lotnictwo Stanów Zjednoczonych użytkujące do tej pory dość zawodne pociski AIM-4 Falcon nazywane ówcześnie GAR-2, zamówiło nowe Sidewidery pod oznaczeniem GAR-8. Łącznie na wyposażeniu USAF do końca 1962 roku znalazło się 80 tysięcy pocisków tego typu.
Pierwsze zestrzelenie wrogiej maszyny pociskiem AAM-N-7 Sidewinder IA odnotowano 24 września 1958 roku, gdy tajwański F-86 Sabre zniszczył należącego do komunistycznych Chin MiGa-15.
Pociski Sidewinder I i Sidewinder IA, posiadały głowicę odłamkową o masie 4,5 kg z zapalnikiem kontaktowym lub zbliżeniowym, zdolną efektywnie razić cel w promieniu 9 metrów. Czujnik podczerwieni miał 4° kąt obserwacji przestrzeni, a pocisk mógł manewrować z przeciążeniem do 12G. Jednostkę napędową stanowił silnik rakietowy na paliwo stałe o ciągu 17,8 kN zdolny rozpędzić pocisk do prędkości 1,7 Ma. Ze względu na wąski kąt obserwacji czujnika, Sidewinder mógł być używany tylko do przechwytywania samolotów od strony ogona na dystansie od 900 do 4800 metrów, przy założeniu że cel nie wykonuje uników. Ze względu na brak chłodzenia czujnika podczerwieni, był on bardzo podatny na inne źródła ciepła takie jak słońce, czy odbicia od ziemi.
Ograniczenia pocisku w wersji AAM-N-7 Sidewinder IA skłoniły amerykańską marynarkę wojenną do skonstruowania jego ulepszonych wersji: AAM-N-7 Sidewinder IC (SAHR) z głowicą półaktywną naprowadzaną radarowo i AAM-N-7 Sidewinder IC (IR) naprowadzaną na podczerwień (termicznie). W obu pociskach zastosowano nowy silnik Hercules MK 36 na paliwo stałe umożliwiający zwiększenie prędkości i zasięgu do 18 km. Powiększono również głowicę bojową i usterzenie. Pociski naprowadzane radarowo nie były zbyt udane i właściwie wykorzystywano je tylko przez krótki czas jako uzbrojenia samolotów F-8 Crusader.
W 1963 roku wprowadzono nowe nazewnictwo pocisków, zgodnie z którym pociski Sidewinder oznaczono symbolem AIM-9 od angielskiego skrótu Air Intercept Missile – lotniczy przechwytujący pocisk rakietowy.

## Wersje

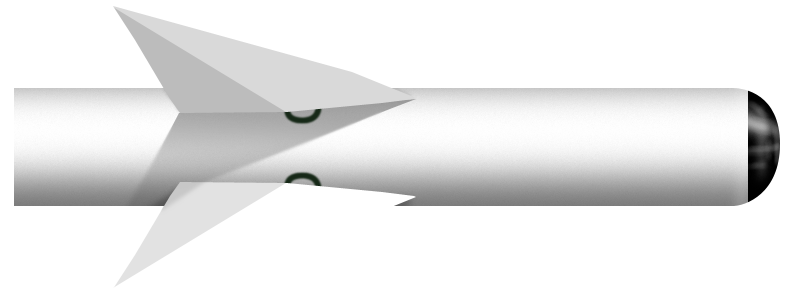
AIM-9B
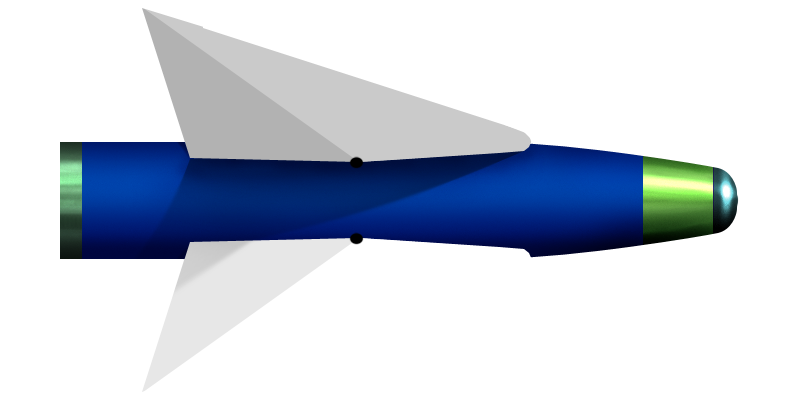
AIM-9D
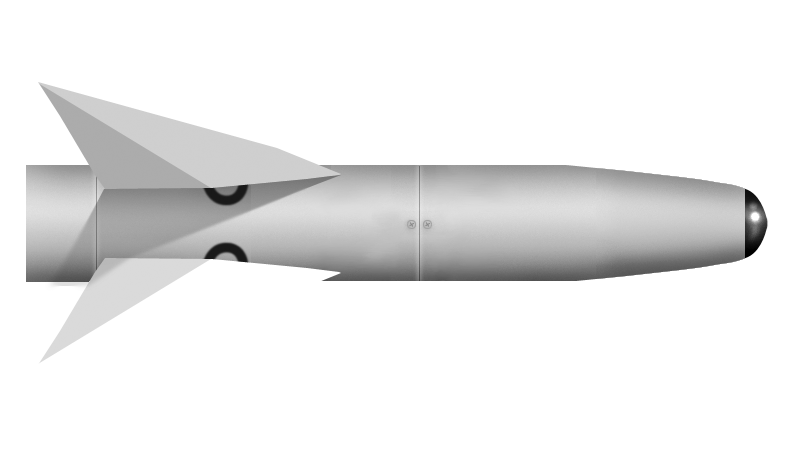
AIM-9E
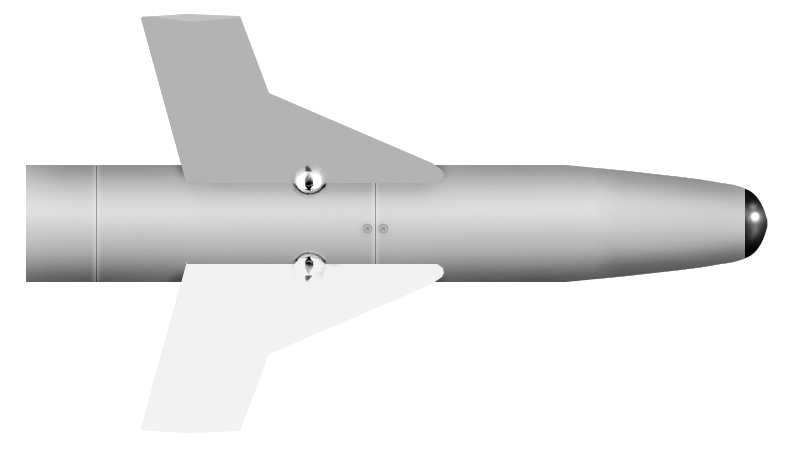
AIM-9J
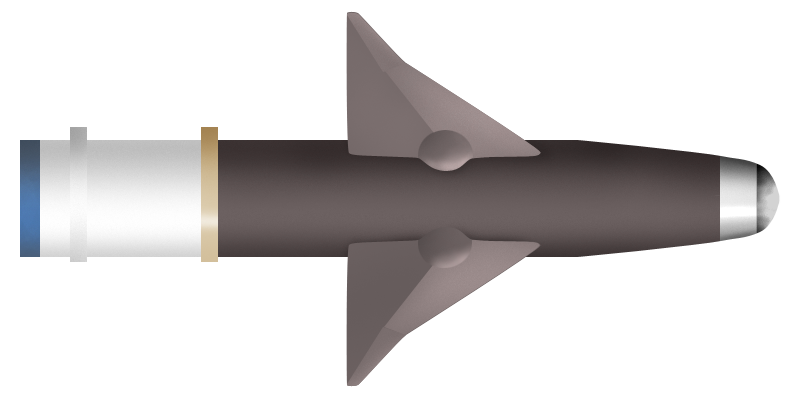
AIM-9M
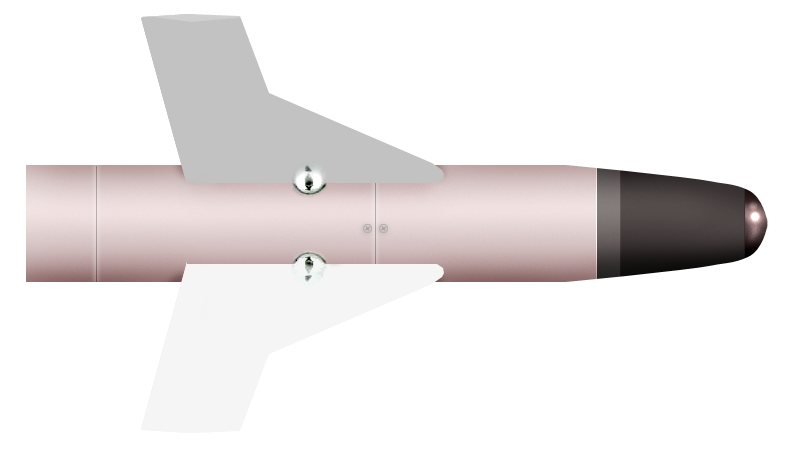
AIM-9P

- AIM-9A – pierwsza seria pocisków początkowo oznaczona jako AAM-N-7 Sidewinder I. Zbudowano tylko 240 sztuk.
- AIM-9B – początkowo oznaczony jako AAM-N-7 Sidewinder IA, a przez USAF GAR-8 wersja seryjna pocisku AIM-9A. Zbudowano ponad 80000 sztuk.
- AIM-9C – pierwsze oznaczenie AAM-N-7 Sidewinder IC (SAHR) ulepszona wersja pocisku z półaktywną głowicą radarową. Wersja ta była używana w ograniczonym zakresie, w latach 80. pozostałe Sidewindery tego typu, przebudowano na pociski przeciwradarowe AGM-122 Sidearm (od Sidewinder anti-radiation missile).
- AIM-9D – pocisk z głowicą o węższym kącie widzenia tylko 2,5°, chłodzoną ciekłym azotem, co zredukowało wpływ szumów termicznych. Łącznie wyprodukowano tylko 1000 pocisków AIM-9D w latach 1965–1969.
- AIM-9E – wersja opracowana specjalnie dla USAF, będąca modyfikacją pocisku AIM-9B z nową głowicą przeszukującą z chłodzeniem termoelektrycznym (zjawisko Peltiera) i przeszukiwaniem z prędkością 16,5° na sekundę. Zastosowanie takiego typu chłodzenia pozwalało ograniczyć zasilanie głowicy tylko w momencie, kiedy znajdowała się ona na wyrzutniach samolotu. W stosunku do AIM-9B, ten model pocisku posiadał większe powierzchnie sterowe i spiczastą sekcję dziobową. Przeprowadzono przeróbkę 5000 pocisków AIM-9B do standardu AIM-9E. Wariant AIM-9E-2 jest wersją z silnikiem bezdymnym.
- AIM-9F – znana również pod oznaczeniem AIM-9B FGW.2, była europejską modyfikacją pocisku AIM-9B budowaną w Niemczech. Zbudowano 15000 sztuk tych pocisków.
- AIM-9G – wersja pocisku AIM-9D zbudowana dla US Navy. Posiadała system SEAM (Sidewinder Expanded Acquisition Mode) umożliwiający poszukiwanie celu według zadanego schematu lub poprzez pośrednie naprowadzanie radarem wystrzeliwującego samolotu. Zbudowano 2120 sztuk w latach 1970 – 1972.
- AIM-9H – pocisk o zwiększonym prawdopodobieństwie trafienia opracowany przez US Navy. Głównymi różnicami w porównaniu z poprzednim modelem, była nowocześniejsza elektronika systemu naprowadzania i głowica przeszukująca kąt 20° na sekundę. Wprowadzono też mocniejsze układy sterowania poprawiające zwrotność pocisku. Wyprodukowano 7700 sztuk tej wersji pocisku w latach 1972–1974.
- AIM-9J – ulepszona wersja pocisku AIM-9E opracowana przez USAF. Posiadała ulepszoną elektronikę, silnik o dłuższym czasie działania, czyli jednocześnie większym zasięgu i nowe większe i kwadratowo zakończone stabilizatory dziobowe. Od 1972 roku zbudowano ponad 10 tysięcy pocisków w wersji AIM-9J z których znaczna część była konwersją wcześniejszych odmian AIM-9B/E.
- AIM-9K – planowana przez marynarkę amerykańską kolejna modyfikacja pocisku AIM-9H, która jednak nie doszła do skutku ze względu na wprowadzenie wspólnego dla całych amerykańskich sił zbrojnych pocisku w wersji AIM-9L.
- AIM-9L – opracowana wspólnie przez US Navy i USAF i znacznie poprawiona wersja pocisku bazująca na AIM-9H. Głównym założeniem konstrukcji nowego pocisku była jego zdolność do atakowania pod każdym możliwym kątem ALASCA (od ALl ASpect CApability) celów o dużej prędkości i zwrotności. Nowy pocisk posiadał wydłużone tylne powierzchnie sterowe i trójkątne dziobowe. Napęd pocisku stanowił nowy silnik MK 36 na paliwo stałe, zastosowano także nowy moduł naprowadzający. Pocisk wyposażono w sekcję przeszukującą chłodzoną argonem, laserowy czujnik zbliżeniowy i większą głowicę bojową o masie 9,4 kg. Wszystkie te usprawnienia skutkowały znacznym wzrostem prawdopodobieństwa trafienia, bez względu na kąt ataku. Od 1978 roku zbudowano ponad 16 tysięcy pocisków AIM-9L w fabrykach amerykańskich, niemieckich i japońskich. Z dużym powodzeniem pociski tego typu były stosowane przez brytyjski RAF podczas wojny o Falklandy w 1982 roku.
- AIM-9M – był wersją rozwojową pocisku AIM-9L posiadającą ulepszony system naprowadzania o mniejszej wrażliwości na środki przeciwdziałania pociskom naprowadzanym na podczerwień takim jak flary i większą niezawodność. Od 1982 roku wyprodukowano około 7000 sztuk pocisków w odmianach od AIM-9M-1 do AIM-9M-10. Głównymi wariantami produkcyjnymi były przeznaczone dla marynarki amerykańskiej AIM-9M-8 i dla lotnictwa AIM-9M-9. Pocisk AIM-9M-10 był odmianą AIM-9M-8 przeznaczoną dla samolotów F/A-18 Hornet. Większość pozostających na uzbrojeniu pocisków wcześniejszych wersji zmodyfikowano do standardu AIM-9M-8/9. Podczas operacji Pustynna Burza w 1991 roku przy pomocy pocisków Sidewinder tego typu zestrzelono 13 wrogich maszyn.
- AIM-9N – początkowo oznaczony jako AIM-9J-1, był zmodyfikowaną wersją pocisku AIM-9J z nowocześniejszym modułem naprowadzającym. Zbudowano około 7000 głównie na eksport.
- AIM-9P – finansowana przez USAF modyfikacja pocisków AIM-9J/N, przeznaczonych głównie na eksport do krajów, które „nie powinny” otrzymać nowocześniejszych AIM-9L/M. Zbudowano ponad 21 tysięcy pocisków tego typu.
- AIM-9Q – planowana przez amerykańską marynarkę wojenną wersja rozwojowa AIM-9M, która prawdopodobnie nie została zbudowana.
- AIM-9R – pochodna pocisku AIM-9M wyposażona w nowy czujnik podczerwieni o większej niezawodności i możliwościach namierzenia celu w warunkach dużego szumu termicznego czyli w dzień. Pierwszy raz wystrzelona w 1990 roku, planując wprowadzić ją do użycia w 1992, ale ze względu na brak funduszy produkcji nigdy nie rozpoczęto.
- AIM-9S – wersja eksportowa pocisku AIM-9M o gorszych parametrach i podatniejsza na środki przeciwdziałania. Zakupiona między innymi przez Turcję.
- AIM-9X – ostatnia modyfikacja pocisku, wprowadzana do uzbrojenia od 2004 roku (pierwsze kontrakty krajowe i zagraniczne). Wygląd pocisku został zmieniony, zastosowano mniejsze powierzchnie sterowe, całkiem nową elektronikę i systemy naprowadzania, dzięki czemu możliwe jest między innymi wykonanie ataku bez namierzania celu. Silnik napędzający pocisk jest prawdopodobnie ten sam, ale dodano funkcję zmiennego wektora ciągu co znacznie zwiększyło jego zwrotność i umożliwia atak na cele znajdujące się pod kątem 180°. Kupiona przez Polskę wraz z zakupem F-16, w 2017 roku natomiast w najnowszej wersji Sidewinder 9X Block II.